# 索尼娅·哈德卡斯尔
索尼娅·哈德卡斯尔（英語：Sonya Hardcastle，1972年4月16日—），新西兰女子篮网球运动员。她曾代表新西兰参加1998年英联邦运动会篮网球比赛，获得一枚银牌。